# Liu Yiming
Ne doit pas être confondu avec Zhang Yiming.
Dans ce nom chinois, le nom de famille, Liu, précède le nom personnel.
Pour les articles homonymes, voir Liu.
Liu Yiming ((zh)), né le 28 février 1995, est un footballeur international chinois qui évolue au poste de défenseur avec le club de Wuhan Three Towns en Chinese Super League.

## Biographie

### Carrière en club
Natif de Shenyang, Liu effectue un essai au Sporting Clube de Portugal B en 2012, et rejoint le centre de formation du club peu de temps après
En mars 2013, il est prêté chez les jeunes de Liaoning, alors que l'équipe première évolue dans la troisième division chinoise.
Liu signe un contrat avec le Sporting B en décembre 2013, d'une durée courant jusqu'en 2019. Il fait ses débuts contre le CD Aves, où il reçoit un carton rouge à la 43e minute.
Le 1er février 2016, Liu rejoint le Tianjin Quanjian en Ligue Jia (deuxième division chinoise). Il marque son premier but avec Tianjin le 1er avril 2017, contre l'équipe d'Henan Jianye, qui voit son club gagner le match (1-0). Toutefois, il est expulsé après avoir reçu deux cartons jaunes à la 90e et à la 94e minute du match.

### Carrière internationale
Marcello Lippi sélectionne Liu pour la première fois en équipe nationale en novembre 2017, pour la Coupe d'Asie de l'Est. Il fait ses débuts sur la scène internationale le 9 décembre 2017, en disputant l'intégralité du match contre la Corée du Sud, qui se termine par un score nul (2-2).

## Statistiques
| Club performance | Club performance | Club performance       | Ligue | Ligue | Coupe            | Coupe            | Coupe de la ligue | Coupe de la ligue | Coupe(s) continentale(s) | Coupe(s) continentale(s) | Autres | Autres | Total | Total |
| Saison           | Club             | League                 | M     | B     | M                | B                | M                 | B                 | M                        | B                        | M      | B      | M     | B     |
| Chine            | Chine            | Chine                  | Ligue | Ligue | FA Cup           | FA Cup           | CSL Cup           | CSL Cup           | Asie                     | Asie                     | Autres | Autres | Total | Total |
| ---------------- | ---------------- | ---------------------- | ----- | ----- | ---------------- | ---------------- | ----------------- | ----------------- | ------------------------ | ------------------------ | ------ | ------ | ----- | ----- |
| 2013             | Liaoning Youth   | China League Two       | 0     | 0     | -                | -                | -                 | -                 | -                        | -                        | -      | -      | 0     | 0     |
| Portugal         | Portugal         | Portugal               | Ligue | Ligue | Taça de Portugal | Taça de Portugal | Taça da Liga      | Taça da Liga      | Europe                   | Europe                   | Autres | Autres | Total | Total |
| 2012-13          | Sporting B       | Segunda Liga           | 0     | 0     | -                | -                | -                 | -                 | -                        | -                        | -      | -      | 0     | 0     |
| 2013–14          | Sporting B       | Segunda Liga           | 1     | 0     | -                | -                | -                 | -                 | -                        | -                        | -      | -      | 1     | 0     |
| 2014–15          | Sporting B       | Segunda Liga           | 0     | 0     | -                | -                | -                 | -                 | -                        | -                        | -      | -      | 0     | 0     |
| 2015–16          | Pinhalnovense    | Campeonato de Portugal | 16    | 0     | 0                | 0                | -                 | -                 | -                        | -                        | -      | -      | 16    | 0     |
| Chine            | Chine            | Chine                  | Ligue | Ligue | FA Cup           | FA Cup           | CSL Cup           | CSL Cup           | Asie                     | Asie                     | Autres | Autres | Total | Total |
| 2016             | Tianjin Quanjian | China League One       | 23    | 0     | 1                | 0                | -                 | -                 | -                        | -                        | -      | -      | 24    | 0     |
| 2017             | Tianjin Quanjian | Chinese Super League   | 28    | 1     | 0                | 0                | -                 | -                 | -                        | -                        | -      | -      | 28    | 1     |
| 2018             | Tianjin Quanjian | Chinese Super League   | 10    | 0     | 1                | 0                | -                 | -                 | 8                        | 0                        | -      | -      | 19    | 0     |
| Total            |                  |                        | 78    | 1     | 2                | 0                | 0                 | 0                 | 8                        | 0                        | 0      | 0      | 88    | 1     |